# Predný štôlsky hrb
Predný štôlsky hrb ( polsky Skrajna Stwolska Czuba německy erster nördlicher Vorgipfel der Končysta maďarsky Konczista I. északi mellékorma je elevace v severním hřebeni Končisté, mezi Zadní Končistou štěrbinou (Zadním štôlskym hrbem) a Končistou štěrbinou (severním vrcholem Končist) ve Vysokých Tatrách. 

## Název
Název je nový. Uvedl ho v monografii o Tatrách polský tatranský historik Witold Henryk Paryski. Byl vyvolán potřebou detailní horolezecké orientace. Obecně bývá objekt považován pouze za vyvýšeninu severního hřebene Končistá. 

## Turistika
Je přístupný pouze v doprovodu horského vůdce.